# Persone di cognome Ward
| Questa pagina contiene informazioni ricavate automaticamente dalle voci biografiche con l'ausilio del template Bio e di un bot. L'aggiornamento è periodico e automatico e ricostruisce completamente la pagina. Se manca una persona in questa lista, sei pregato di non aggiungerla, ma accertati piuttosto che la sua voce biografica contenga il template Bio e che i dati anagrafici siano correttamente compilati. Se il template Bio manca, inseriscilo tu stesso o, in alternativa, metti l'avviso {{tmp\|Bio}} che ne segnala la mancanza. Se i dati riportati sono sbagliati, correggi direttamente la voce biografica; le modifiche saranno visibili in questa lista entro pochi giorni. Per chiarimenti vedi il progetto antroponimi. La lista contiene solo le 143 persone che sono citate nell'enciclopedia e per le quali è stato implementato correttamente il template Bio. Pagina aggiornata al 23 lug 2025. |

Questa è una lista di persone presenti nell'enciclopedia che hanno il cognome Ward, suddivise per attività principale.

## Allenatori di calcio(1)
- Paul Ward, allenatore di calcio e ex calciatore inglese (Fishburn, n. 1963)

## Ammiragli(1)
- Alfred G. Ward, ammiraglio statunitense (Mobile, n. 1908 - Perryville, † 1982)

## Architetti(1)
- Colin Ward, architetto e urbanista britannico (Wanstead, n. 1924 - Ipswich, † 2010)

## Arcivescovi cattolici(1)
- John Aloysius Ward, arcivescovo cattolico britannico (Leeds, n. 1929 - Ystradowen, † 2007)

## Attiviste(1)
- Julia Ward Howe, attivista e poetessa statunitense (New York, n. 1819 - Portsmouth, † 1910)

## Attori(13)
- Aleardo Ward, attore italiano (Ventimiglia, n. 1915 - Roma, † 1973)
- Andrea Ward, attore, doppiatore e direttore del doppiaggio italiano (Roma, n. 1963)
- Burt Ward, attore e attivista statunitense (Los Angeles, n. 1945)
- Chance Ward, attore cinematografico e regista cinematografico statunitense (Dayton, n. 1877 - Los Angeles, † 1949)
- Fred Ward, attore statunitense (San Diego, n. 1942 - Los Angeles, † 2022)
- Jeff Ward, attore statunitense (Washington, n. 1986)
- Kelly Ward, attore, sceneggiatore e regista statunitense (San Diego, n. 1956)
- Luca Ward, attore, doppiatore e direttore del doppiaggio italiano (Roma, n. 1960)
- Micheal Ward, attore giamaicano (Spanish Town, n. 1997)
- Simon Ward, attore britannico (Beckenham, n. 1941 - Londra, † 2012)
- Steven John Ward, attore sudafricano (Johannesburg, n. 1990)
- Warwick Ward, attore e produttore cinematografico britannico (St Ives, n. 1891 - Londra, † 1967)
- Zack Ward, attore canadese (Toronto, n. 1970)

## Attrici(10)
- Evelyn Ward, attrice statunitense (West Orange, n. 1923 - Los Angeles, † 2012)
- Fannie Ward, attrice statunitense (St. Louis, n. 1871 - New York, † 1952)
- Jomarie Ward, attrice statunitense (Portland, n. 1935 - Los Angeles, † 2018)
- Lauren Ward, attrice e cantante statunitense (Lincoln, n. 1970)
- Megan Ward, attrice statunitense (Los Angeles, n. 1969)
- Rachel Ward, attrice, regista e sceneggiatrice britannica (Chipping Norton, n. 1957)
- Sela Ward, attrice e ex modella statunitense (Meridian, n. 1956)
- Sophie Ward, attrice britannica (Londra, n. 1964)
- Susan Ward, attrice e modella statunitense (Monroe, n. 1976)
- Tracy-Louise Ward, attrice britannica (Londra, n. 1958)

## Bassisti(2)
- Algy Ward, bassista e cantante britannico (Croydon, n. 1959 - Royal Tunbridge Wells, † 2023)
- Dennis Ward, bassista e produttore discografico statunitense (Dallas, n. 1967)

## Batteristi(2)
- Andy Ward, batterista britannico (Epsom, n. 1952)
- Bill Ward, batterista e compositore britannico (Birmingham, n. 1948)

## Bobbisti(1)
- Dean Ward, ex bobbista britannico (Portsmouth, n. 1963)

## Botanici(2)
- Henry Baldwin Ward, botanico e zoologo statunitense (Troy, n. 1865 - † 1945)
- Nathaniel Bagshaw Ward, botanico britannico (St-Leonard Sussex, n. 1791 - Sussex, † 1868)

## Calciatori(16)
- Ashley Ward, ex calciatore inglese (Middleton, n. 1970)
- Calum Ward, calciatore inglese (Essex, n. 2000)
- Danny Ward, calciatore gallese (Wrexham, n. 1993)
- Danny Ward, calciatore inglese (Bradford, n. 1990)
- Darren Ward, ex calciatore gallese (Worksop, n. 1974)
- Darren Philip Ward, ex calciatore inglese (Londra, n. 1978)
- Dai Ward, calciatore gallese (Barry, n. 1934 - Cambridge, † 1996)
- Elliott Ward, ex calciatore inglese (Harrow, n. 1985)
- Grant Ward, calciatore inglese (Londra, n. 1994)
- Humphrey Ward, calciatore inglese (Amotherby, n. 1899 - Thornton-le-Dale, † 1946)
- Jamie Ward, calciatore nordirlandese (Solihull, n. 1986)
- Joel Ward, calciatore inglese (Emsworth, n. 1989)
- John Ward, ex calciatore e allenatore di calcio inglese (Lincoln, n. 1951)
- Peter Ward, ex calciatore inglese (Derby, n. 1955)
- Stephen Ward, ex calciatore irlandese (Dublino, n. 1985)
- Tim Ward, ex calciatore statunitense (Waukesha, n. 1987)

## Cantanti(2)
- Anita Ward, cantante statunitense (Memphis, n. 1956)
- Shayne Ward, cantante e attore britannico (Manchester, n. 1984)

## Cantautori(1)
- M. Ward, cantautore e produttore discografico statunitense (Glendale, n. 1973)

## Cavalieri(1)
- McLain Ward, cavaliere statunitense (Mount Kisco, n. 1975)

## Cestisti(6)
- Gerry Ward, ex cestista statunitense (Bronx, n. 1941)
- Joe Ward, ex cestista statunitense (Barnesville, n. 1963)
- Henry Ward, cestista statunitense (Jackson, n. 1952 - † 2016)
- Jerod Ward, ex cestista statunitense (Jackson, n. 1976)
- Tyson Ward, cestista statunitense (Tampa, n. 1997)
- Warren Ward, ex cestista canadese (London, n. 1989)

## Chitarristi(1)
- Rich Ward, chitarrista statunitense (Atlanta, n. 1969)

## Compositori(2)
- Edward Ward, compositore statunitense (Saint Louis, n. 1900 - Hollywood, † 1971)
- John Ward, compositore inglese (Canterbury, n. 1571 - † 1638)

## Costumisti(1)
- Anthony Ward, costumista e scenografo inglese (n. 1957)

## Danzatori(1)
- Charles Ward, ballerino statunitense (Los Angeles, n. 1952 - Glendale, † 1986)

## Doppiatori(1)
- Alessio Ward, doppiatore e direttore del doppiaggio italiano (Roma, n. 1988)

## Doppiatrici(1)
- Monica Ward, doppiatrice, direttrice del doppiaggio e attrice italiana (Roma, n. 1965)

## Egittologi(1)
- William Ayres Ward, egittologo statunitense (Chicago, n. 1928 - Providence, † 1996)

## Fisici(1)
- John Clive Ward, fisico australiano (East Ham, n. 1924 - Victoria, † 2000)

## Fumettisti(2)
- Jay Ward, fumettista e autore televisivo statunitense (San Francisco, n. 1920 - Los Angeles, † 1989)
- William Albert Ward, fumettista e animatore britannico (Waddesdon, n. 1887 - † 1958)

## Generali(3)
- Artemas Ward, generale e politico statunitense (Shrewsbury, n. 1727 - Shrewsbury, † 1800)
- Orlando Ward, generale statunitense (Macon, n. 1891 - Denver, † 1972)
- Philip Ward, generale inglese (n. 1924 - † 2003)

## Giocatori di football americano(10)
- Alex Ward, giocatore di football americano statunitense (Fort Walton Beach, n. 1999)
- Cam Ward, giocatore di football americano statunitense (West Columbia, n. 2002)
- Charvarius Ward, giocatore di football americano statunitense (McComb, n. 1996)
- Chris Ward, ex giocatore di football americano statunitense (Dayton, n. 1956)
- Denzel Ward, giocatore di football americano statunitense (n. 1997)
- Jimmie Ward, giocatore di football americano statunitense (Mobile, n. 1991)
- Jay Ward, giocatore di football americano statunitense (Moultrie, n. 2000)
- Jihad Ward, giocatore di football americano statunitense (Filadelfia, n. 1994)
- Jonathan Ward, giocatore di football americano statunitense (Kankakee, n. 1997)
- Terron Ward, ex giocatore di football americano statunitense (San Francisco, n. 1992)

## Giocatrici di softball(1)
- Natalie Ward, giocatrice di softball australiana (Newcastle, n. 1975)

## Giornaliste(1)
- Clarissa Ward, giornalista e conduttrice televisiva statunitense (Londra, n. 1980)

## Hockeiste su ghiaccio(1)
- Catherine Ward, hockeista su ghiaccio canadese (n. 1987)

## Hockeisti su ghiaccio(2)
- Cam Ward, hockeista su ghiaccio canadese (Saskatoon, n. 1984)
- Joel Ward, hockeista su ghiaccio canadese (Toronto, n. 1980)

## Imprenditori(1)
- Jim Ward, imprenditore e piercer statunitense (Oklahoma, n. 1941)

## Matematici(1)
- William George Ward, matematico e teologo inglese (Londra, n. 1812 - Hampstead, † 1882)

## Medici(2)
- Joshua Ward, medico inglese (n. 1685 - Londra, † 1761)
- Stephen Ward, medico e disegnatore britannico (Lemsford, n. 1912 - Londra, † 1963)

## Modelle(2)
- Ann Ward, modella statunitense (Dallas, n. 1991)
- Gemma Ward, supermodella e attrice australiana (Perth, n. 1987)

## Modelli(1)
- Tony Ward, supermodello, attore e fotografo statunitense (Santa Cruz, n. 1963)

## Musiciste(1)
- ZZ Ward, musicista, cantante e cantautrice statunitense (Abington, n. 1986)

## Musicisti(3)
- C.J. Ramone, musicista statunitense (New York, n. 1965)
- Jeremy Michael Ward, musicista statunitense (Fort Worth, n. 1976 - Los Angeles, † 2003)
- Scooter Ward, musicista statunitense (Jacksonville, n. 1970)

## Nobili(2)
- William Ward, III conte di Dudley, nobile e politico scozzese (n. 1894 - † 1969)
- William Ward, IV conte di Dudley, nobile scozzese (n. 1920 - † 2013)

## Paleontologi(1)
- Peter Ward, paleontologo statunitense

## Pallavoliste(1)
- Colleen Ward, ex pallavolista statunitense (Naperville, n. 1989)

## Piloti automobilistici(1)
- Rodger Ward, pilota automobilistico statunitense (Beloit, n. 1921 - Anaheim, † 2004)

## Piloti motociclistici(1)
- Jeff Ward, pilota motociclistico britannico (Glasgow, n. 1961)

## Pittori(3)
- Edward Matthew Ward, pittore inglese (Londra, n. 1816 - Slough, † 1879)
- James Ward, pittore e incisore inglese (Londra, n. 1769 - Cheshunt, † 1859)
- Leslie Ward, pittore inglese (Londra, n. 1851 - Londra, † 1922)

## Pittrici(1)
- Henrietta Ward, pittrice inglese (Londra, n. 1832 - Slough, † 1924)

## Politici(3)
- John William Ward, politico britannico (n. 1781 - † 1833)
- Joseph Ward, politico neozelandese (Melbourne, n. 1856 - Wellington, † 1930)
- William Ward, II conte di Dudley, politico britannico (Londra, n. 1867 - Londra, † 1932)

## Pugili(4)
- Andre Ward, ex pugile statunitense (San Francisco, n. 1984)
- Jem Ward, pugile inglese (n. 1800 - Liverpool, † 1884)
- Joe Ward, pugile irlandese (Moate, n. 1993)
- Micky Ward, ex pugile statunitense (Lowell, n. 1965)

## Registi(4)
- Albert Ward, regista e sceneggiatore britannico (Londra, n. 1870 - Londra, † 1956)
- Chris Ward, regista statunitense
- Pendleton Ward, regista, animatore e produttore televisivo statunitense (San Antonio, n. 1982)
- Vincent Ward, regista, attore e sceneggiatore neozelandese (Greytown, n. 1956)

## Religiose(1)
- Mary Ward, religiosa britannica (Mulwith, n. 1585 - Heworth, † 1645)

## Rugbisti a 15(1)
- Andy Ward, ex rugbista a 15, allenatore di rugby a 15 e preparatore atletico neozelandese (Whangarei, n. 1970)

## Scacchisti(1)
- Chris Ward, scacchista britannico (n. 1968)

## Sceneggiatori(1)
- David S. Ward, sceneggiatore e regista statunitense (Providence, n. 1945)

## Schermitrici(1)
- Rebecca Ward, schermitrice statunitense (Grand Junction, n. 1990)

## Scienziate(1)
- Mary Ward, scienziata e illustratrice irlandese (Ballylin, n. 1827 - Birr, † 1869)

## Scrittori(2)
- Thomas Humphry Ward, scrittore e giornalista britannico (Kingston upon Hull, n. 1845 - † 1926)
- William Arthur Ward, scrittore statunitense (Louisiana, n. 1921 - † 1994)

## Scrittrici(4)
- Jesmyn Ward, scrittrice statunitense (DeLisle, n. 1977)
- Mary Augusta Ward, romanziera britannica (Hobart, n. 1851 - Londra, † 1920)
- Maisie Ward, scrittrice e editrice inglese (Shanklin, n. 1889 - Jersey City, † 1975)
- Winifred Ward, scrittrice e docente statunitense (Eldora, n. 1884 - Evanston, † 1975)

## Scultori(1)
- John Quincy Adams Ward, scultore statunitense (Urbana, n. 1830 - New York, † 1910)

## Storici(1)
- Adolphus William Ward, storico e letterato inglese (Hampstead, n. 1837 - † 1924)

## Tenniste(2)
- Joanne Ward, ex tennista britannica (n. 1975)
- Patricia Ward, tennista britannica (Londra, n. 1929 - † 1985)

## Tennisti(3)
- Alexander Ward, ex tennista britannico (Northampton, n. 1990)
- Holcombe Ward, tennista statunitense (New York, n. 1878 - Red Bank, † 1967)
- James Ward, ex tennista britannico (Londra, n. 1987)

## Tuffatrici(1)
- Georgia Ward, tuffatrice britannica (Londra, n. 1995)

## Senza attività specificata(1)
- Margherita Ward, inglese (Congleton - Tyburn, † 1588)